# Anchenespepi II.

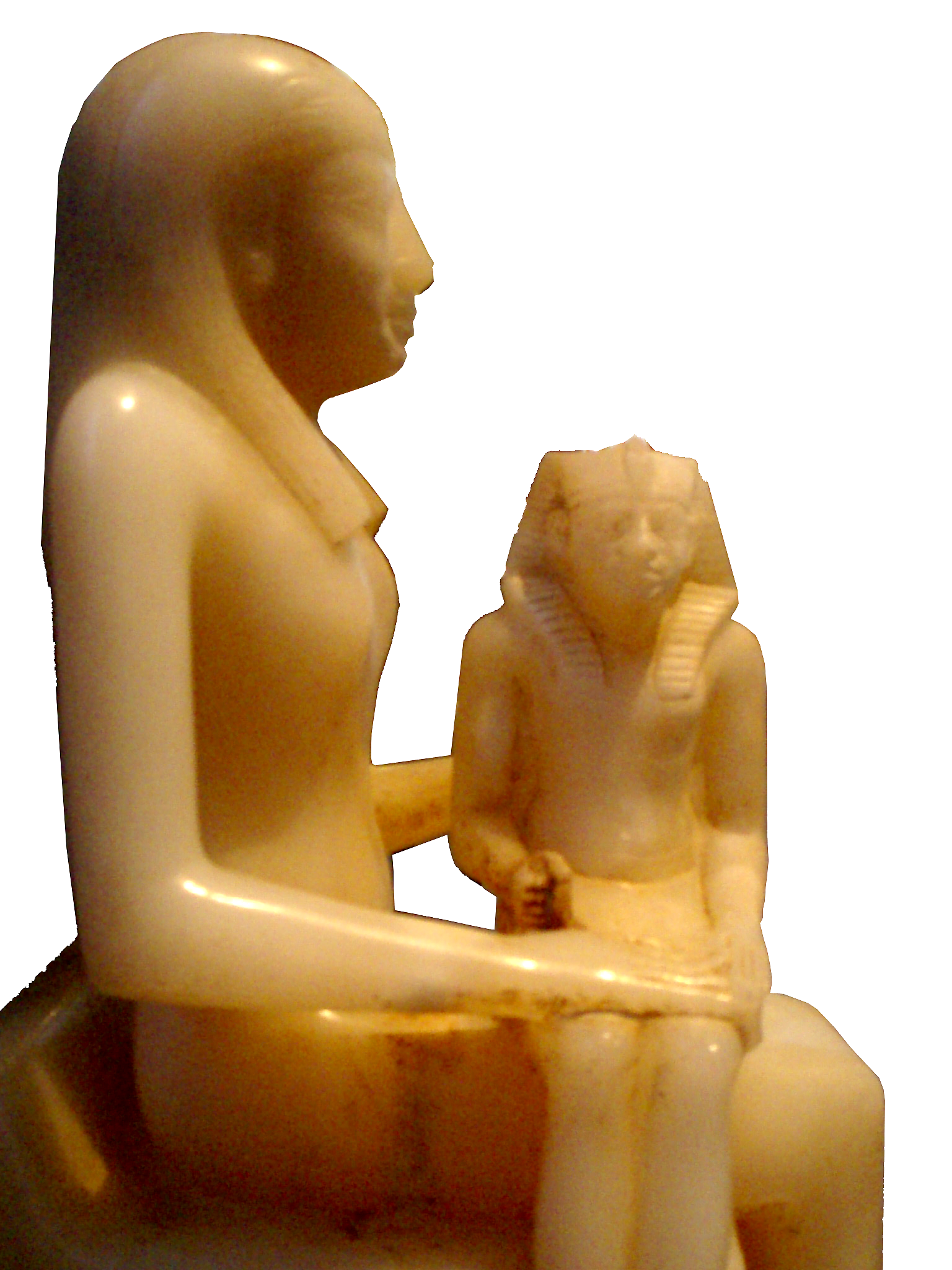
Alabasterstatue Anchenespepis II. und ihres Sohnes Pepi II.; Brooklyn Museum, Fundort unbekannt.

Anchenespepi II., auch Anchenesmerire II. genannt, war eine Königin der altägyptischen 6. Dynastie.

## Familie
Anchenespepi entstammte nicht der königlichen Familie. Ihre Eltern, über die fast nichts bekannt ist, hießen Chui und Nebet. Sie war zunächst mit Pharao Pepi I. verheiratet, ebenso wie ihre gleichnamige Schwester Anchenespepi I. Ihr Bruder Djau bekleidete unter Pepi I. das Amt des Wesirs. Aus ihrer Ehe mit diesem König ist ein Sohn bekannt: der spätere Pharao Pepi II. Nach dem Tod Pepis I. heiratete sie erneut. Ihr zweiter Mann war ihr Neffe Merenre, Sohn ihrer Schwester Anchenespepi I. und Pepis I. Merenre I. starb jedoch bereits nach wenigen Jahren auf dem Thron. Ihm folgte Pepi II., der zum Zeitpunkt seiner Thronbesteigung noch minderjährig war und für den deshalb Anchenespepi II. einige Jahre lang als Regentin fungierte.

## Grabstätte

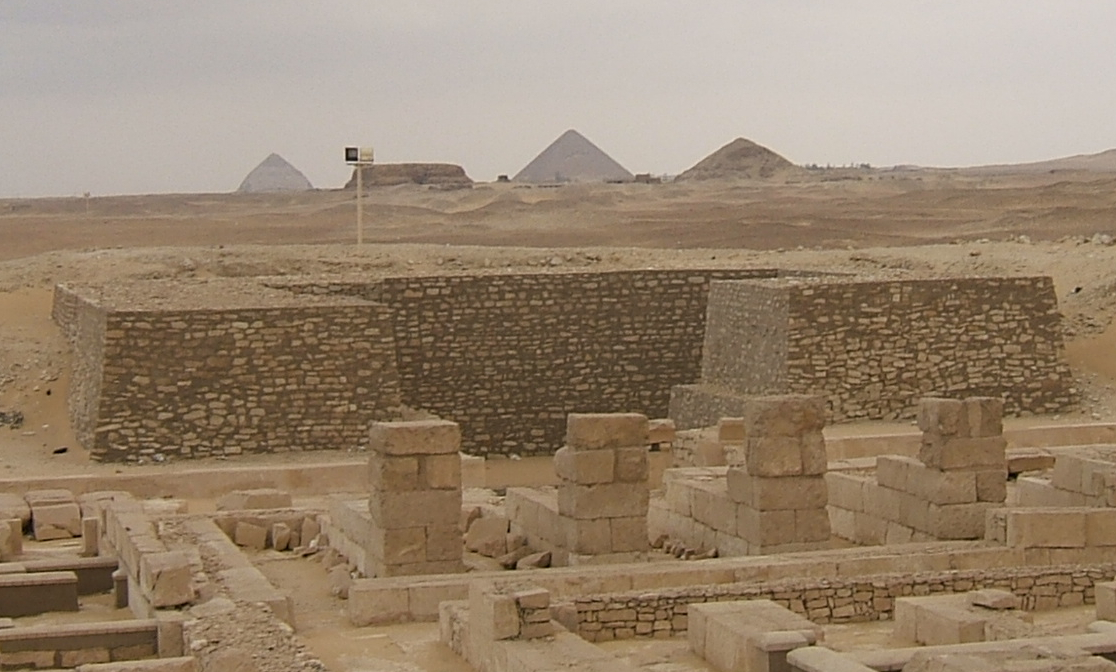
Die Königinnenpyramide der Anchenespepi II.

Für Anchenespepi II. wurde südlich der Pyramide ihres ersten Gemahls Pepi I. eine Königinnenpyramide errichtet. Mit einer Seitenlänge von 31,20 m ist sie das größte von mindestens acht hier errichteten Königinnengräbern. Die Überreste der Pyramide wurden erst 1998 von französischen Archäologen entdeckt. 2017 wurden bei der Grabanlage ein Pyramidion und Fragmente eines Obelisken gefunden, bei dem es sich um den größten des Alten Reiches handeln soll. Anchenespepi II. gilt als erste weibliche Herrscherin,  in deren Grabmal Pyramidentexte zu finden sind.

## Weitere Belege
Außer in der Umgebung ihrer Pyramide wird Anchenespepi noch auf einigen Fundstücken aus Abydos erwähnt, darunter auch ein Türpfosten, der ebenfalls den Namen ihres Bruders trägt. Des Weiteren wird ihr Name auf Gefäßen aus einem Grab in Badari sowie in einer Felsinschrift Pepis I. im Wadi Maghara auf dem Sinai genannt. Von unbekannter Herkunft sind eine Alabaster-Statue im Brooklyn Museum, die Anchenespepi zusammen mit ihrem Sohn Pepi II. zeigt, der einstmals in Berlin befindliche und heute verschollene Schaft einer Kopfstütze sowie ein Alabaster-Kelch im Metropolitan Museum of Art in New York.